# Antoine Gomez
Antoine Gomez (nascido em 26 de agosto de 1927) é um ex-ciclista português-francês. Competiu no Tour de France 1949.